# Listă de oameni de afaceri ruși
Aceasta este o listă de oameni de afaceri ruși:
- Roman Abramovici

- Boris Berezovski [1][2]

- Anatoli Ciubais [3]

- Mihail Hodorkovski

- Vladimir Ievtușenkov⁠(en)[traduceți], deține conglomeratul Sistema și compania petrolieră Bashneft [4][5]

- Aleksandr Lebedev
- Vladimir Lisin

- Alexandr Kondyakov [6]

- Konstantin Malofeev [7]
- Vitali Matsitski
- Leonid Michelson este acționar majoritar la compania Novatek, cel mai mare producător independent de gaze naturale din Rusia.[8]

- Vladimir Potanin deține Interros, companie cu active în sectoarele metalurgic, minier, financiar, agro-business, mass-media, imobiliare și turism. Interros deține 30% din producătorul rus de nichel Norilsk Nickel.[8][9]

- Arkady Rotenberg, a achiziționat subsidiare ale Gazprom pe care le-a transformat în grupul SGM, unul dintre cei mai mari constructori din sectorul energetic.[8]

- German Steriglov [10]

- Ghenadi Timșenko [11]

- Pavel Mihailovici Tretiakov

- Viktor Vekselberg, proprietarul și președintele grupului Renova, conglomerat rus cu active în sectoarele producției de aluminiu, petrol, energie și în telecom.[8]

- Alisher Usmanov, în anul 2014 era cel mai bogat om din Rusia, este un prieten al președintelui Vladimir Putin și președintele Gazprominvest Holdings, vehiculul de investiții al Gazprom